# 서울 심포니 오케스트라
서울심포니오케스트라는 1990년 9월 29일 설립된 대한민국 문화체육관광부 소관의 사단법인이다. 사무실은 서울특별시 서초구 내에 있다.